# Landesmünzkabinett Sachsen-Anhalt
Das Landesmünzkabinett Sachsen-Anhalt ist ein Sammlungsbereich des Kunstmuseums Moritzburg Halle (Saale) und befindet sich in Halle (Saale). Das Kabinett beinhaltet eine Sammlung historischer Münzen, Banknoten, Medaillen, Wertpapiere, Orden und Ehrenzeichen, Petschafte und Siegelabdrücke, Prägestempel und münztechnischer Geräte sowie eine Fachbibliothek. Es wurde am 19. November 1950 als numismatische Universalsammlung des Landes Sachsen-Anhalt begründet und ist eines von 25 großen Instituten in Deutschland, das sich mit der Numismatik beschäftigt.

## Geschichte
Die Anfänge des Kabinetts reichen bis in das 19. Jahrhundert zurück. Bereits seit der Gründung des halleschen Kunstmuseums 1885 wurden kontinuierlich Münzen und Medaillen erworben. Die lokalhistorisch geprägte Sammlung erhielt eine erste Prägung durch das Wirken des Kunsthistorikers und zeitweiligen Direktors des Kunstmuseums Max Sauerlandt (1880–1934), der von 1908 bis 1918 das hallesche Museum leitete und sowohl zeitgenössische Kunstmedaillen als auch Münzen und Medaillen der Renaissance und des Mittelalters erwarb.
Aufgrund von Stiftungen, wie der des Bitterfelder Amtsgerichtsrates Friedrich Buchholz, der um 1910 seine über 3.000 Münzen und Medaillen umfassende Sammlung dem Museum überließ, oder der des halleschen Kaufmanns Theodor Heynemann, der dem Museum um 1923 seine Kollektion von über 1.000 Münzen und Medaillen der Neuzeit schenkte, vervielfachte sich der Sammlungsbestand des Museums.
Am Ende des Zweiten Weltkrieges erlitt die Sammlung durch Plünderungen und Beschlagnahmungen erhebliche Verluste.
Die Intention für die Neubegründung eines Münzkabinetts im halleschen Museum im Jahr 1950 ergab sich aus den Folgen des Zweiten Weltkrieges für die Numismatik in Mitteldeutschland. Durch Beschlagnahmungen existierte kein überregional bedeutendes Münzkabinett mehr. Die wissenschaftliche numismatische Forschung war zum Erliegen gekommen. Diesen Zustand beendete die am 19. November 1950 verkündete Gründung des Landesmünzkabinetts Sachsen-Anhalt als selbstständigem Sammlungsbereich in der Staatlichen Galerie Moritzburg Halle. Dem offiziellen Gründungserlass des Ministeriums für Volksbildung folgte am 25. Januar 1951 ein Rundschreiben der Hauptabteilung Kunst und Literatur an die Dezernate für Volksbildung der Stadt- und Kreisräte, in dem die ersten Aufgaben des neuen Landesmünzkabinetts genannt sind. Dazu gehörten neben der Organisation von Sonderausstellungen und Veröffentlichungen die „zentrale Sicherung und Verwertung der landeseigenen Bestände sowie der aus der Bodenreform angefallenen Münzen, Siegel und Geldsurrogate“ und die „wissenschaftliche Beratung der Münzsammlungen in den Museen des Landes“. Gleichzeitig wurde ausdrücklich die Zusammenarbeit mit der Martin-Luther-Universität im Hinblick auf die numismatische Ausbildung der Studierenden genannt. Die Räte sollten veranlassen, dass „bei allen Neufunden von einzelnen Münzen oder Münzschätzen unmittelbar dem Landesmünzkabinett [...] Mitteilung gemacht wird“.
Eberhard Mertens, der an der Durchsetzung der Gründung einen nicht zu unterschätzenden Anteil hatte, formulierte 1956 in der ersten Veröffentlichung des Landesmünzkabinetts:

„Damit ist endlich ein Institut geschaffen worden, dessen Fehlen immer wieder als eine schmerzliche Lücke empfunden werden musste.... Ja, bedenkt man, dass der Heimatboden der Provinz Sachsen die schönsten und bedeutendsten Münzfunde hergegeben hat... und ihnen doch keine bleibende Stätte in ihrem mitteldeutschen Ursprungsland zu bieten verstand,... so wird man zugeben müssen, dass man hier unersetzlichem Kulturgute der Heimat mit einer vollendeten Verständnislosigkeit gegenüberstand“.

Die Neubegründung eines universalen Münzkabinetts ist in dieser Zeit in Deutschland ein singulärer Vorgang, aus dem die historischen und kunsthistorischen Wissenschaften und die Numismatik profitierten. Neben der Geldgeschichtlichen Sammlung der Bundesbank handelte es sich um die einzige Neugründung eines Münzkabinetts im 20. Jahrhundert im deutschen Sprachraum.
Erster wissenschaftlicher Direktor wurde der hallesche Numismatiker und Pfarrer Eberhard Mertens (1895–1968). Unter seiner Leitung vervielfachte sich der Sammlungsbestand, wurde erschlossen und katalogisiert. Ab Mai 1958 fokussierten sich dann mit der neuen Leiterin Eva Wipplinger (* 1928) die Sammlungsbestrebungen auf die moderne und zeitgenössische Medaillenkunst. Sie knüpfte damit an die von Max Sauerlandt begründete Tradition der Pflege zeitgenössischer Kunst an. Seit 1988 leitet Ulf Dräger die umfangreichste numismatische Sammlung Sachsen-Anhalts.

## Sammlung
Das Landesmünzkabinett verfügt über einen Bestand von etwa 30.000 Münzen und Medaillen und 60.000 Geldscheinen sowie geldwerten Zahlungsmitteln. Sie geben einen Überblick über die Münzgeschichte der verschiedensten Kulturen und Kontinente von der Antike bis zur Gegenwart. Schwerpunkte bilden die mittelalterlichen und die neuzeitlichen Prägungen der mitteldeutschen Länder und die Sammlung moderner deutscher Kunstmedaillen. Außerdem verfügt es über kleinere Bestände an Siegeln, Orden und Ehrenzeichen, Aktien sowie Objekten zur Wissenschafts- und Geldgeschichte. Dazu zählen z. B. Münzmandate, Valvationsordnungen, Münzmeisterverträge oder auch Gewichtsbecher. Die Fachbibliothek umfasst über 10.000 numismatische Titel. Die infolge der Bodenreform in Landesbesitz geratenen numismatischen Sammlungen wurden entsprechend den Bestimmungen des Ausgleichsleistungsgesetzes (AusglLeistG, März 1994, BGBl. I S. 736) von 1994 inzwischen restituiert.

### Münzen
Schwerpunkt bildet die Münz- und Geldgeschichte im Raum des heutigen Bundeslandes Sachsen-Anhalt. Das Kabinett verfügt über umfangreiche Spezialsammlungen der Gepräge Anhalts (Leihgaben der Stadt Bernburg) und Mansfelds. Münzen aus Quedlinburg, Halberstadt, Stolberg (Harz) und Magdeburg sind ebenso vertreten wie Prägungen dieser Städte. Regionalgeschichtlich und numismatisch interessant sind die mittelalterlichen Brakteaten des Erzstifts Magdeburg und die Zeugnisse der halleschen Münzstätten. Die Münzgeschichte Braunschweigs, Sachsens und Preußens lässt sich mit zum Teil bedeutenden Serien darstellen. Verschiedene Münzfunde wie die von Barnstädt, Teicha (Petersberg), Holleben (Teutschenthal), Wesenitz oder Söllichau belegen den Geldumlauf in verschiedenen Zeiten in der Region.
2019 gelang der Ankauf von mehr als 200 Münzen aus der Sammlung des bedeutenden Numismatikers Heinz Thormann, mit Unterstützung der Ernst von Siemens Kunststiftung, der Kulturstiftung der Länder und der Saalesparkasse.

### Medaillen
Die Sammlung der Medaillen ist nicht im Sinne einer historischen oder numismatischen Dokumentation angelegt. Das Sammlungskonzept betrachtet die Medaille als Sonderform der Reliefplastik, somit als Teil der Bildhauerkunst und folgt kunsthistorischen Gesichtspunkten. Von vielen Bildhauern der deutschen Moderne wie z. B. Ludwig Gies, Karl Goetz, Gerhard Lichtenfeld, Gustav Weidanz oder Fritz König sind wichtige Arbeiten im Bestand vertreten. Hervorzuheben ist im Vergleich mit anderen Einrichtungen die kontinuierliche Konzentration des halleschen Münzkabinetts auf die Pflege der modernen Medaillenkunst im deutschen Sprachraum. Einen natürlichen Mittelpunkt stellt die hallesche Medaillenkunst dar, die seit über 80 Jahren an der Kunsthochschule Burg Giebichenstein kontinuierlich gepflegt wird. In der Bildhauerausbildung werden die Möglichkeiten des Reliefs anhand der Medaillenkunst gelehrt. Die Kontinuität der spezifischen halleschen Medaillenkultur, von Kunsthistorikern bereits in den 1970er Jahren als „Hallesche Medaillenschule“ klassifiziert, gilt als ein besonderes Phänomen in der deutschen Medaillenkunst der Moderne. Die bisher zusammengetragene Sammlung hat eine überregionale Bedeutung. Historisch thematische Schwerpunkte bilden die Bestände an Medaillen zur Reformation und zum Reformationsgedenken, zur mitteldeutschen Bergbaugeschichte und nicht zuletzt zur Geschichte der Städte, vor allem in Sachsen-Anhalt.

### Papiergeld
Die Geldscheinsammlung dokumentiert die deutsche Geldgeschichte des 20. Jahrhunderts. Den Schwerpunkt bilden Notgeldscheine des Ersten Weltkriegs und der danach folgenden Inflation bis 1924. Darunter fallen interessante Bestände an Geldzeichen deutscher und französischer Kriegsgefangenenlager des Ersten Weltkrieges oder auch österreichisch-ungarisches Notgeld der Jahre 1848 und 1849. Mit Assignaten der Französischen Revolution, Notgeldscheinen der Mainzer Republik 1793 und der Festung Colberg 1807 sind weitere historisch wertvolle Zeugnisse vorhanden.

### Sonstiges
Das Landesmünzkabinett vertritt das Land Sachsen-Anhalt in der Numismatischen Kommission der Länder in der Bundesrepublik Deutschland. Es engagiert sich durch die aktive Mitarbeit im Vorstand der Deutschen Gesellschaft für Medaillenkunst und in der Deutschen Numismatischen Gesellschaft. Gegenwärtig wird der Vorsitz des Kuratoriums der Gitta-Kastner-Stiftung wahrgenommen, die die Forschung in der modernen Medaillenkunst fördert. Das Kabinett ist mit eigenen und der Vermittlung von Editionen bemüht, die Medaillenkunst aktiv zu fördern.
Aus den Sammlungen des Landesmünzkabinetts werden regelmäßig Sonderausstellungen an verschiedenen Orten gezeigt.
Dauerhaft sind Medaillen aus dem Landesmünzkabinett Teil der Sammlungspräsentation Wege der Moderne. Derzeit wird ein eigener permanenter Ausstellungsbereich für das Landesmünzkabinett an der historischen Münzprägestätte im Untergeschoss des Südflügels der Moritzburg, der sogenannten Alten Münze, vorbereitet.